# Tupac Yupanqui
Tupac Inca Yupanqui (kecz. Inka Szlachetny Księgowy) – dziesiąty król Inków (Sapa Inka) w latach 1471–1493, syn króla Pachacuteca.
Pod jego wodzą armia Inków pokonała w 1466 roku sąsiednie imperium Chimu, miało to miejsce jeszcze za panowania jego ojca, Pachacuteca. Tupac rozszerzał granice swego imperium również po 1471 roku, gdy został 10 Sapa Incą kontynuując dzieło swego ojca i doprowadzając Imperium Inków do największego rozkwitu. W ciągu 15 lat podbił ziemię na południu aż do rzeki Maule, a później zajął tereny na północy i zachodzie. Zapoczątkował intensywną budowę dróg.
Wprowadził oficjalny nakaz ożenku Inki z własną siostrą, zapewne w celu łatwiejszego wyłonienia, wśród licznych dzieci, następcy tronu. Cesarzową u jego boku została politycznie wpływowa Mama Ocllo II - matka późniejszego cesarza Huayny Capaca, natomiast ulubioną małżonką władcy była Chuqiu Ocllo, która urodziła Capaca Guariego. Dwie z córek władcy - Cusi Rimay i Raura Ocllo - były kolejno głównymi żonami Huayny Capaca.
W latach 1450–1485 Tupac Yupanqi zorganizował wyprawę dwudziestu tysięcy ludzi na tratwach z balsy, która przywiozła niewolników, złoto i srebro.
Jego syn Huayna Capac doszedł do władzy jako Sapa Inca w 1493 roku. Wcześniej musiał stoczyć walkę o władzę z przyrodnim bratem Capaciem Guarim, którego jego ojciec wyznaczył na następcę.